# Heleioporus psammophilus
Heleioporus psammophilus és una espècie de granota que viu a Austràlia.